# Aponévrosite plantaire
 Mise en garde médicale
L'aponévrosite plantaire, également dénommée fasciite plantaire, épine calcanéenne ou épine de Lenoir, est une affection douloureuse du pied par inflammation du fascia plantaire, l’enveloppe fibreuse du tendon qui forme l'arche du pied (du latin fascia « bande »).
Le rôle du fascia plantaire consiste à soutenir et à protéger le tendon de la plante du pied.
Elle résulte le plus souvent d'un excès de travail du muscle (sport intense, mauvaise position).
Elle concerne chaque année, aux États-Unis, deux millions de patients, ce qui en fait la pathologie la plus commune rencontrée par les podologues.

## Physiopathologie
Elle serait la conséquence de microtraumatismes avec microdéchirures du fascia plantaire, entraînant une dégénérescence douloureuse. Une épine sur le calcanéum est mise en évidence dans la moitié des cas mais ne change rien dans la prise en charge de la pathologie.

## Épidémiologie
Elle est plus fréquente chez la femme, de plus de 45 ans et en surpoids. Elle est favorisée par le travail debout, avec port de charges et par le manque de flexion dorsale de la cheville.

## Clinique
Elle se présente sous forme d'une douleur de la plante du pied, surtout le matin, mais qui peut augmenter à la station debout.
La pression de la plante des pieds, ainsi que la dorsiflexion du gros orteil, augmente la douleur.

## Diagnostic
Une radiographie du pied n'est pas nécessaire, sauf en cas de doute diagnostique.
Un épaississement du fascia plantaire peut être dépisté par échographie ou par IRM mais ces deux examens ne sont guère utiles dans les cas simples. 

### Diagnostic différentiel
L'aponévrosite plantaire peut être confondue avec d'autres pathologies similaires qui engendrent des douleurs sous le talon :
- Rupture de l'aponévrose plantaire : après une réception de saut ou une impulsion accompagné d'une ecchymose autour du talon
- Maladie de Ledderhose : nodule visible plutôt sous la voûte plantaire
- Syndrome du tunnel tarsien : c'est une compression du nerf tibial et de ses branches qui déclenchent en plus de douleur sous le talon des décharges électriques, fourmillements et une sensation d’anesthésie dans la plante du pied jusqu’aux orteils

## Pronostic
20 % à 75 % des personnes n'ont plus aucun symptômes un an après le début des symptômes,. Les douleurs peuvent cependant persister plusieurs années.
Le fait d'avoir une épine calcanéenne (pointe osseuse au niveau du talon) en plus des douleurs au talon n'aggrave pas le pronostic de récupération : les personnes avec ou sans épine calcanéenne récupèrent aussi vite les unes que les autres.

## Traitement

### Médicaux
Le traitement médical repose sur la correction des causes locales (repos, adaptation du chaussage par des semelles orthopédiques adaptées, kinésithérapie, perte de poids). Il faut privilégier le port de semelles plutôt que de talonnettes, qu'elles soient sur-mesure ou non.
Un traitement médicamenteux peut être utilisé pour lutter contre la douleur et l'inflammation. Notamment une infiltration de betamethasone (Diprostene) sous échoguidage permet de soulager la douleur en environ deux jours, la durée du soulagement n'excédant cependant pas quelques semaines. Par voie orale, ils permettent aussi l’amélioration des symptômes. L'injection locale de plasma riche en plaquettes peut être efficace dans les formes sévères.
Une kinésithérapie favorisant l'extension dorsale du pied peut aider, même si elle est faite sans aide d'un kinésithérapeute.
Un traitement par ondes de choc extracorporelles a montré une efficacité dans les cas réfractaires. En particulier, la sédation des douleurs est plus prolongée que l'injection locale de corticoïdes.

### Chirurgicaux
En cas d'échec de la prise en charge médicale, un traitement chirurgical peut être proposé. Il consiste en une aponévrotomie : la section de l'aponévrose plantaire.
Plusieurs techniques chirurgicales existent. La technique à ciel ouvert, dont l'efficacité est variable, peut parfois engendrer plus de douleur qu'elle n'essaie d'en traiter. La moins invasive étant celle effectuée par écho guidage, qui est une technique récente de 2021 : le chirurgien visualise l'aponévrose plantaire pathologique et peut la sectionner avec la pointe d'une aiguille. Cette technique n'engendre pas de cicatrice et peut se pratiquer sous anesthésie locale, en consultation, les résultats sont encourageants.